# Eupelmus kim
Eupelmus kim är en stekelart som beskrevs av Nikol'skaya 1952. Eupelmus kim ingår i släktet Eupelmus och familjen hoppglanssteklar.
Artens utbredningsområde är Uzbekistan. Inga underarter finns listade i Catalogue of Life.